# یودیت پوگانی
یودیت پوگانی (مجاری: Judit Pogány؛ زادهٔ ۱۰ سپتامبر ۱۹۴۴) بازیگر و صداپیشه اهل مجارستان است.
از فیلم‌ها یا مجموعه‌های تلویزیونی که وی در آن‌ها نقش داشته است، می‌توان به ووک و سامبا اشاره نمود.